# Šuja
Šuja (ruski: Шуя) je gradić u Ivanovskoj oblasti u Rusiji. Treći je po veličini u toj oblasti. Nalazi se oko 300 km istočno od Moskve, na 56°50' sjeverne zemljopisne širine i 41°20' istočne zemljopisne dužine.
Kroz grad prema jugu teče rijeka Teza, pritoka rijeke Kljazme.

## Povijest
Prva spomen ovog grada je još 1393. godine. 
Od 1403. godine je Šuja bila u posjedu grane suzdalskih velikaša, koji su dobili svoje prezime "Šujski" prema ovom gradiću.
Kazanski kan Safa Giray je opljačkao grad 1539. godine.  
1566. godine, zauzeo ga je Ivan Grozni, za ga imati kao opričninu. 
1722. ga je posjetio Petar Veliki, koji je onamo dao pokrenuti tekstilnu proizvodnju.
Do 19. stoljeća, Šuja se razvila u važno središte za obradu lana, iako ga je po važnosti susjedno selo Ivanovo nadilazilo.

## Kultura
Nikolo-Šartomska opatija  Arhivirana inačica izvorne stranice od 29. rujna 2007. (Wayback Machine), smještena 12 km od Šuje, ima jedan od najvećih samostanskih zajednica u Rusiji. Klauštar se prvi put spomenuo 1425. godine. Ima katedralu iz 1652. i refektorij iz 1678.
U gradu su brojne palače i plemićke kuće, a u jednima od njih je 1729. stanovala kćer ruskog cara Petra Velikog, Elizabeta I. Petrovna. U Šuji je najveći slobodnostojeći zvonik na svijetu, visok 106 metara.

## Stanovništvo
Treći je grad po broju stanovnika u Ivanovskoj oblasti, iza Ivanova i Kinešme.
Broj stanovnika: 
62.449 (2002.)

61.700 (2004.)

60.800 (2005.)

## Vanjske poveznice
- Službena stranica gradske uprave (na ruskome)
- Nikolo-Šartomska opatija  Arhivirana inačica izvorne stranice od 12. ožujka 2005. (Wayback Machine) (na ruskome)
- Povijest šujskog grba[neaktivna poveznica] (na ruskome)